# 比尔森攻城战

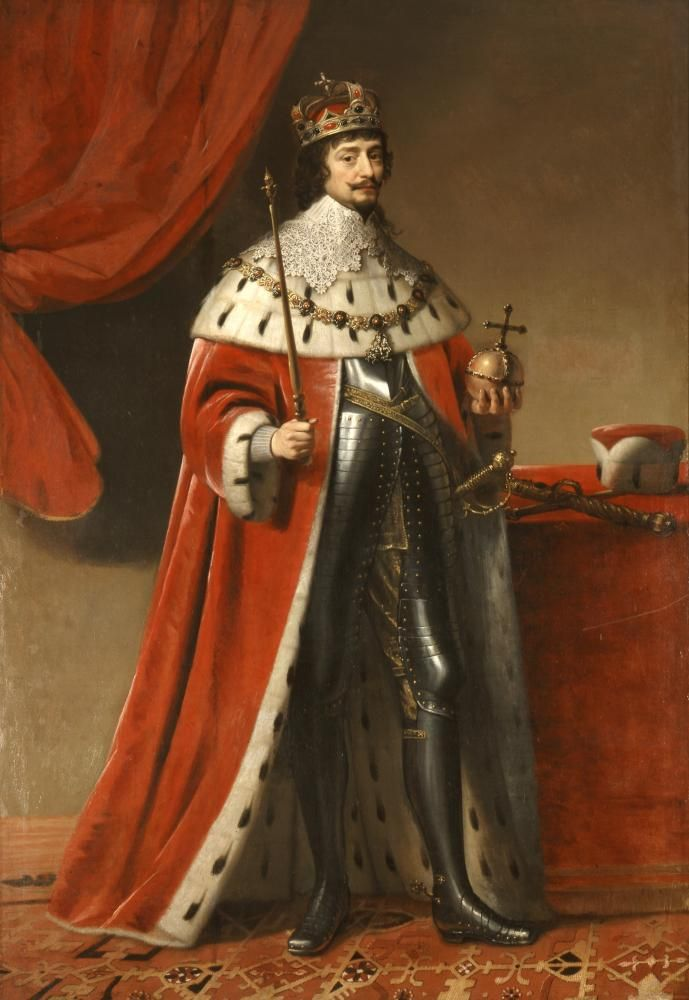
波希米亚的弗里德里希一世，绘于1634年。

比尔森攻城战（英語：Siege of Pilsen）或称比尔森战役，是波希米亚的新教徒在恩斯特·冯·曼斯菲尔德的领导下，对筑有要塞的比尔森城发动的攻城战，结果是新教徒胜利并占领了城市。本战役是三十年战争中的第一场大型战役，它进一步扩大了波希米亚起义的规模。

## 战争前夜
1618年5月23日这一天，新教贵族们把信奉罗马天主教的波希米亚官员以抛出布拉格城堡的窗户的方式，推翻了斐迪南二世的统治。随之由新教贵族和绅士组成的新政府，将三军的指挥权交付给恩斯特·冯·曼斯菲尔德。与此同时，天主教徒和牧师们闻风而逃，他们疏散了修道院和未设防的庄园，并前往比尔森城。他们觉得，可以在比尔森组织起成功的防御，因为这座城市早已为长期攻城战修筑了防御工事。然而，天主教徒们缺少足够的人力来部署防御设施，也缺少足够的火炮火药。曼斯菲尔德决定在天主教徒们可以从外界得到支持前攻占城市。

## 攻城战
1618年9月19日，曼斯菲尔德抵达城郊。天主教徒们封锁了两座城门，并添加了第三座城门的警卫人数。新教军无力发动全面攻击，于是曼斯菲尔德决定用饥饿来攻占城市。10月2日，新教军的火炮抵达城外，不过，这些火炮质量不高，数量不多，因而对城墙的轰炸收效甚微。然而，新教军每天都能得到新的补给，招募到新的士兵，而天主教军的食物和弹药有减无增，饮用水也因水井被破坏而逐渐耗尽。
11月21日，城墙上打出了一个大洞，新教军一起涌入城市，并在几个小时的短兵相接后，攻占了整座城市。

## 战后
在攻占城市之后，曼斯菲尔德索要十二万gulden作战争赔款，附加四万七千弗罗林作避免城市被夷为平地的费用。同时，由巴伐利亚领导的神圣罗马帝国，聚集起一支大军朝着比尔森和布拉格进发。
新的波希米亚国王弗里德里希一世来自普法尔茨，他畏惧于神圣罗马帝国的强大兵力，于是命令自己的军队对敌方军队分而击之。然而，他被大多数盟友抛弃，军队又分散在了比尔森和布拉格茂密的森林中，这就导致了波希米亚在两年后的白山战役中的大败。